# Cryptopenaeus sinensis
Cryptopenaeus sinensis är en kräftdjursart som först beskrevs av Liu och Zhong 1983.  Cryptopenaeus sinensis ingår i släktet Cryptopenaeus och familjen Solenoceridae. Inga underarter finns listade i Catalogue of Life.